# 広島県道199号五日市停車場線
広島県道199号五日市停車場線（ひろしまけんどう199ごう いつかいちていしゃじょうせん）は、広島県広島市佐伯区を通る一般県道である。

## 概要
広島市佐伯区五日市駅前1丁目のJR西日本山陽本線 五日市駅・広島電鉄宮島線 広電五日市駅から広島市佐伯区藤垂園（とうすいえん）の国道2号（旧道、愛称：宮島街道）交点を結ぶ。

### 路線データ
- 起点：広島市佐伯区五日市駅前1丁目（JR西日本山陽本線 五日市駅・広島電鉄宮島線 広電五日市駅前）
- 終点：広島市佐伯区藤垂園（藤垂園交差点、国道2号旧道交点）
- 総延長：901 m

## 地理

### 通過する自治体
- 広島市（佐伯区）

### 交差する道路
| 交差する道路   | 交差する場所           | 交差する場所        |
| -------------- | ---------------------- | ------------------- |
| 国道2号 / 旧道 | 藤垂園（とうすいえん） | 藤垂園交差点 / 終点 |

### 交差する鉄道
- 山陽本線
- 広島電鉄宮島線

### 沿線
- JR西日本山陽本線 五日市駅・広島電鉄宮島線 広電五日市駅